# Felicia Pentimone
Felicia Pentimone detta Licia (Bari, 23 luglio 1969) è un'ex cestista italiana.

## Carriera
Comincia a giocare a sedici anni a Bari, ottenendo due promozioni dalla C alla B. 
Successivamente gioca una stagione a Viterbo e poi ritorna a Bari.
Nel 1994 si trasferisce alla Virtus Cagliari in Serie A2, dove rimane un solo anno.
Viene ingaggiata dalla Libertas Termini e dopo una parentesi in prestito al Basket Alcamo in A2, rientra a Termini Imerese.
Dopo tre stagioni in Serie A1 con la Libertas Termini, il titolo sportivo passa a Ribera, dove prende il nome di Ares Ribera.
Con l'Ares Pentimone gioca nella stagione 2003-04, disputando 24 partite e 21 punti totali.

## Palmarès
- Campionato italiano di Serie A2: 1
Libertas Termini: 1999-2000